# Heteroenopleus enigmaticus
Heteroenopleus enigmaticus är en djurart som tillhör fylumet slemmaskar, och som beskrevs av Wern 1998. Heteroenopleus enigmaticus ingår i släktet Heteroenopleus och familjen Lineidae.
Artens utbredningsområde är Mexikanska golfen. Inga underarter finns listade i Catalogue of Life.